# Mycetinis scorodonius
Mycetinis scorodonius (Elias Magnus Fries, 1836 ex Andrew W. Wilson și Dennis E. Desjardin, 2005), sin. Marasmius scorodonius (Elias Magnus Fries, 1821, 1836),
din încrengătura Basidiomycota, în familia Marasmiaceae și de genul Marasmius, denumit în popor cocârți, burechiuți, bureciori, bureți de pajiște sau ciuculași, este o  specie saprofită de ciuperci comestibile, epitetul fiind derivat din cuvântul latin (latină scordalus=usturoi cu care au fost frecați cocoșii luptători). Buretele se poate întâlni în România, Basarabia și Bucovina de Nord, crescând în grupuri răsfirate sau compacte, în păduri de conifere între acele și pe scoarțele căzute la pământ de pini sau molizi ori a altor resturi de lemn, adesea prin luminișuri, câteodată ascunse în iarbă, dezvoltându-se în număr foarte mare în special după o ploaie puternică de la câmpie la munte. Timpul apariției este din iunie până în noiembrie.
Epitetul se trage din cuvântul latin (latină scordalus=usturoi cu care au fost unși cocoșii de luptă).

## Istoric
Marele savant suedez Elias Magnus Fries a descris specia deja în 1815 sub denumirea Agaricus scorodonius în volumul 1 al lucrării sale Observationes mycologicae. El însuși a redenumit-o în Marasmius scorodonius în cartea sa Anteckningar öfver de i Sverige växande ätliga Svampar din 1836.
Acest taxon s-a ținut până în anul 2005, când micologii Andrew W. Wilson și Dennis E. Desjardin au modificat taxonul în Mycetinis scorodonius, de citit în volumul 97 al jurnalului american Mycologia Deși mulți botaniști au preluat această denumire actual, vechiul nume este folosit mai departe în cele mai multe cărți micologice precum în țări de limbă romană, astfel și în România. Între timp însă, toate comitetele de nomenclatură văd specia la genul Mycetinis, pentru că studia sus numită a micologilor Wilson și Desjardin din 2005 a dovedit clar că mai multe dintre noțiunile noastre tradiționale generice pentru această ciupercă nu au fost putut fi susținute de analizele ADN. Astfel soiul a trebuit fi transferat la genul Mycetinis. Mai departe, cocârții se deosebesc de celelalte specii Marasmius datorită cuticulei himenoforme care este formată din celule netede, cu hife fără o reacție dextrinoidă (reacție în carne, spori și hife cu un colorit brun-roșcat închis până purpuriu) precum mirosului caracteristic de usturoi.
Vechea denumire este acceptată sinonim.

## Descriere

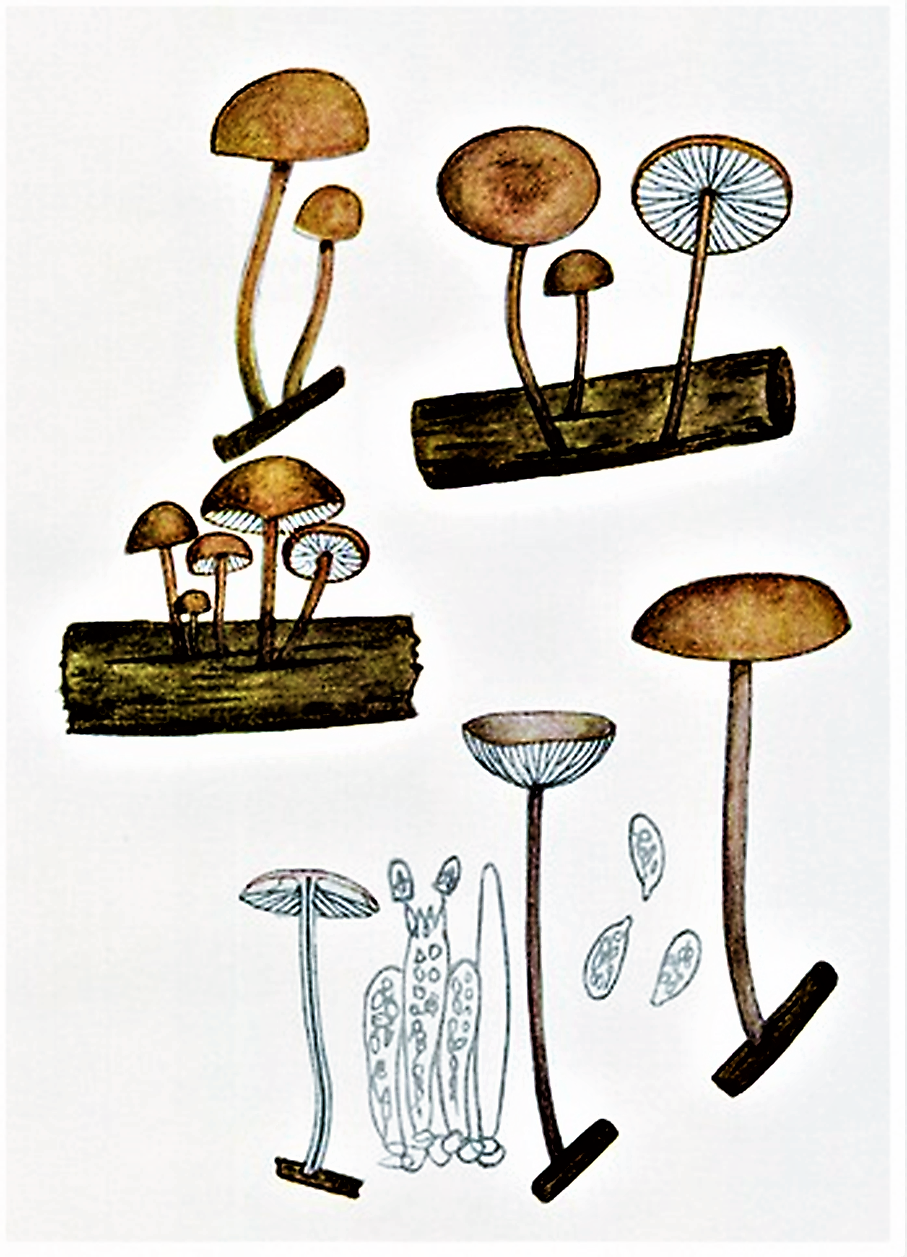
Bres.: M. scorodonius

- Pălăria: are o mărime de 1,5-2,5 (4) cm, este subțire, inițial conică, apoi plată și ușor adâncită, la bătrânețe adesea încrețită. Cuticula este uscată, netedă, dar poate deveni ușor încrețită  la bătrânețe. Coloritul este ocru-maroniu, asemănător pielii de porc. Zona centrală este nu rar mai închisă la umezeală.
- Lamelele: sunt destul de cărnoase și late, mult distanțate între ele, fiind intermediare și incomplete spre margine, în partea de jos adesea venos reticulate, strâns atașate de picior și bombate la maturitate. Coloritul este albicios.
- Piciorul: este cu o înălțime de până la 6 cm și o lățime de 0,1-0,3 cm foarte subțire și destul de înalt, elastic, cilindric, câteodată ceva sinuos, neted cu câteva firișoare mărunte la bază precum fără inel. Coloritul este inițial albicios-maroniu, care odată cu înaintarea în vârstă a ciupercii devine tot mai închis la culoare, trecând în maroniu închis, chiar negricios.
- Carnea: este fragilă în partea pălăriei și fibroasă în cea a piciorului, de culoare albicioasă, cu miros intensiv, dar plăcut de usturoi și gust dulcișor.[5][6]

Această specie poate, chiar după ce s-a uscat, să se resuscite permanent la contact cu umezeală.
- Caracteristici microscopice: are spori mici, elipsoidali, netezi, sub microscop hialini (translucizi), neamiloizi (nu se decolorează cu reactivi de iod), cu o mărime de 7-9 x 3-3,5 microni. Ei sunt albi, pulberea lor fiind de aceiași culoare. Basidiile cu 4 sterigme în formă de măciucă lunguiață măsoară 30-35 x 5-6 microni. Cheilo-cistidele (cele la muchiile lamelelor) sunt fusiforme cu o mărime de 35-40 x 4-5 microni. Pleuro-cistidele (cele laterale pe lamele) lipsesc.[13]
- Reacții chimice: nu se decolorează cu reactivi chimici.[14]

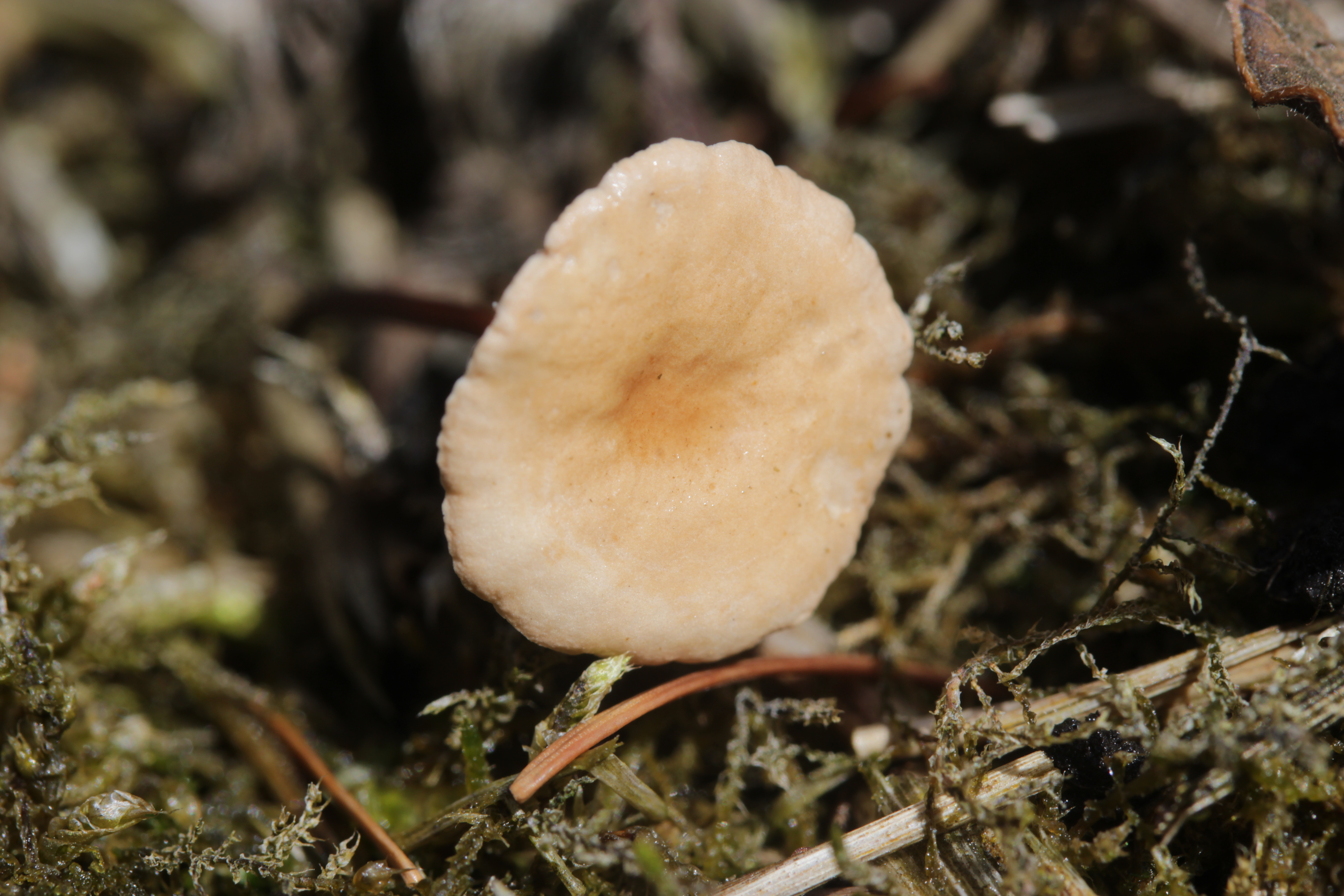
M. scorodonius, cuticulă
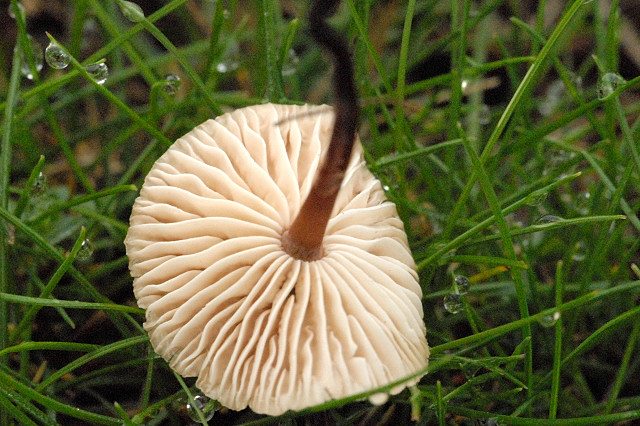
M. scorodonius, lamele și picior
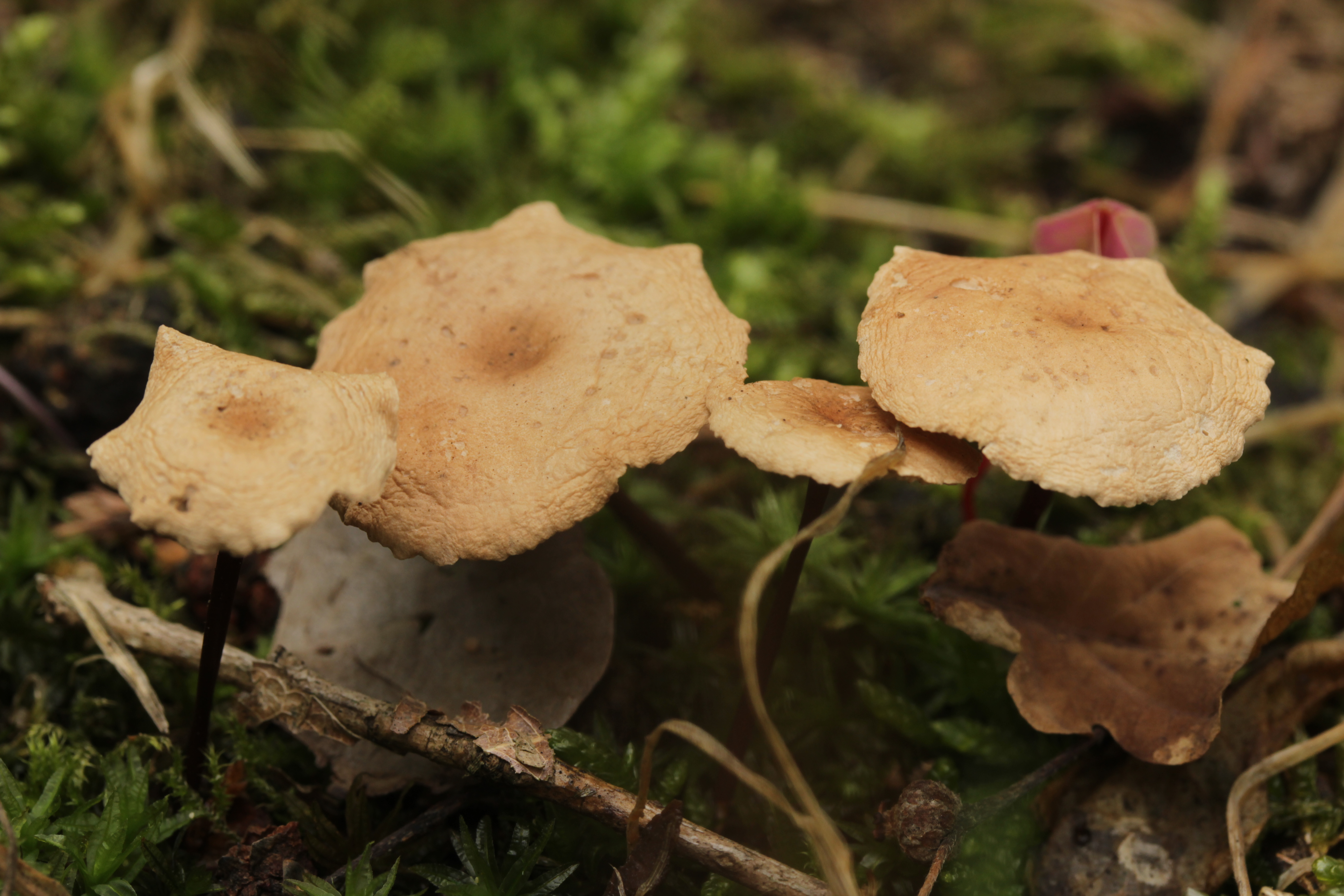
M. scorodonius bătrâni

## Confuzii
Acest burete poate fi confundat în primul rând cu gemenul său Mycetinis alliaceus sin. Marasmius alliaceus, (burete de condimentare tot excepțional, ceva iute,crește numai prin păduri luminoase cu fagi, miros puternic de usturoi), dacă nu s-ar ține seama de miros (cel mai bine de recunoscut după frământarea între degete), de asemenea cu Gymnopus dryophilus sin. Collybia dryophila (comestibil), Gymnopus peronatus sin. Collybia peronata (necomestibilă, foarte iute), Marasmius cohaerens (fără valoare, apare pe lemn în putrefacție de conifere, preferă locuri uscate), Marasmius lupuletorum sin. Marasmius torquescens (necomestibil, cu miros plăcut dar foarte fibros, crește preferat pe bușteni de fagi, piciorul fiind albastru-negricios), Marasmius rotula (necomestibil) sau Marasmius wynnei (necomestibil, pe trunchiuri în putrefacție, cu tonuri mai violete, gust și miros cam neplăcut de țărână). Fatală ar fi o confuzie cu letalele Clitocybe dealbata (mortală, cu același habitat, dar albicioasă, cu lamele dense și cu miros de faină), și Clitocybe rivulosa (mortală, cu același habitat, dar mai deschisă, cu lamele dense și fără miros) și Conocybe filaris sin. Pholiotina filaris (letală).

## Specii asemănătoare

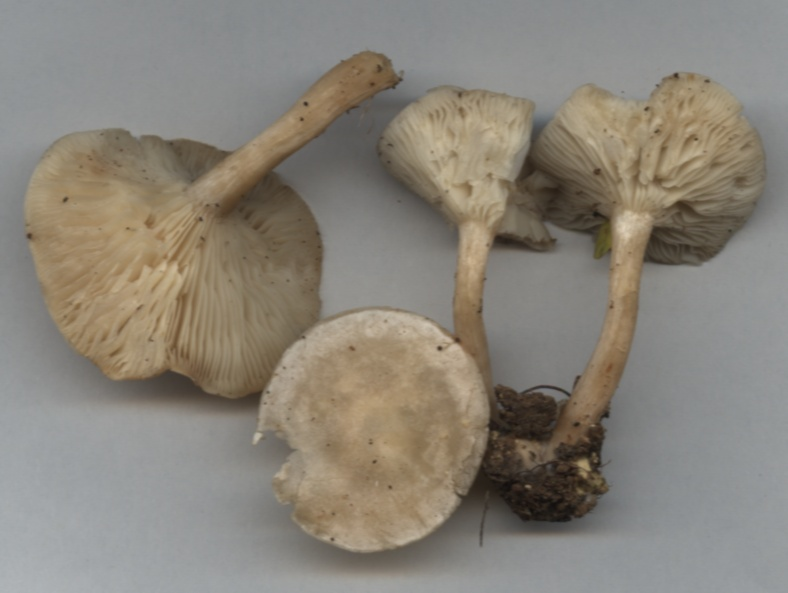
!!!Clitocybe dealbata!!!
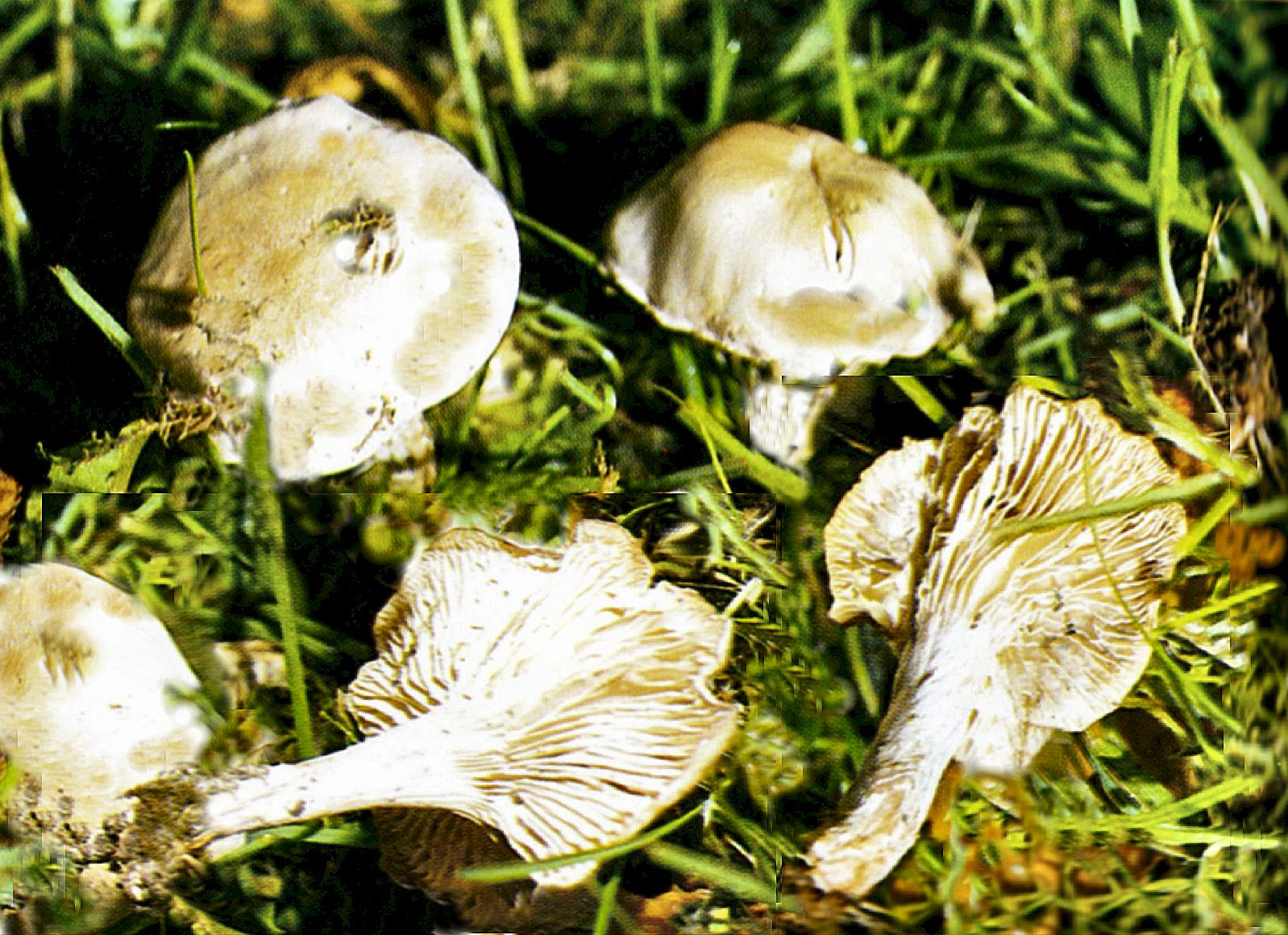
!!!Clitocybe rivulosa!!!
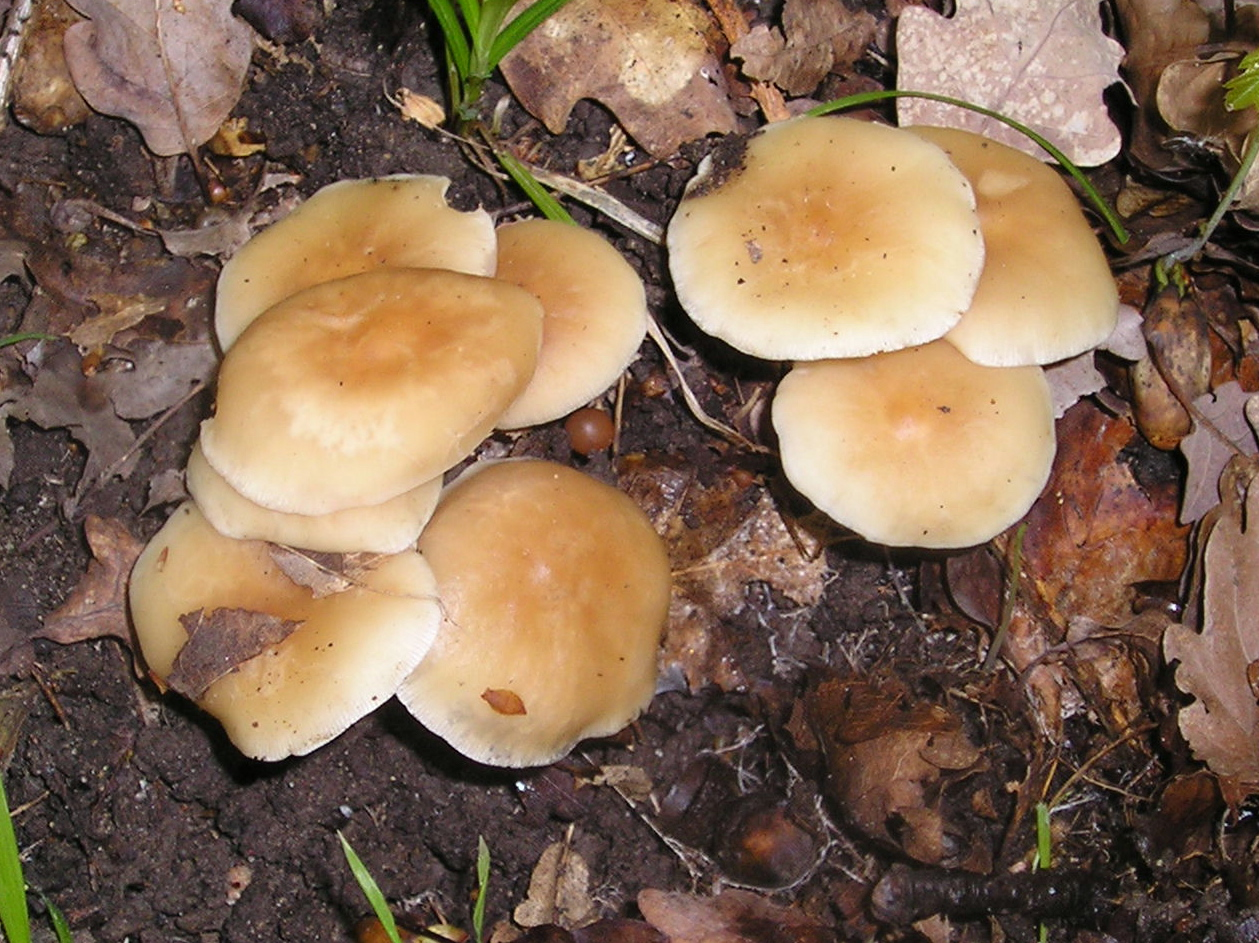
Collybia dryophila sin. Gymnopus dryophilus
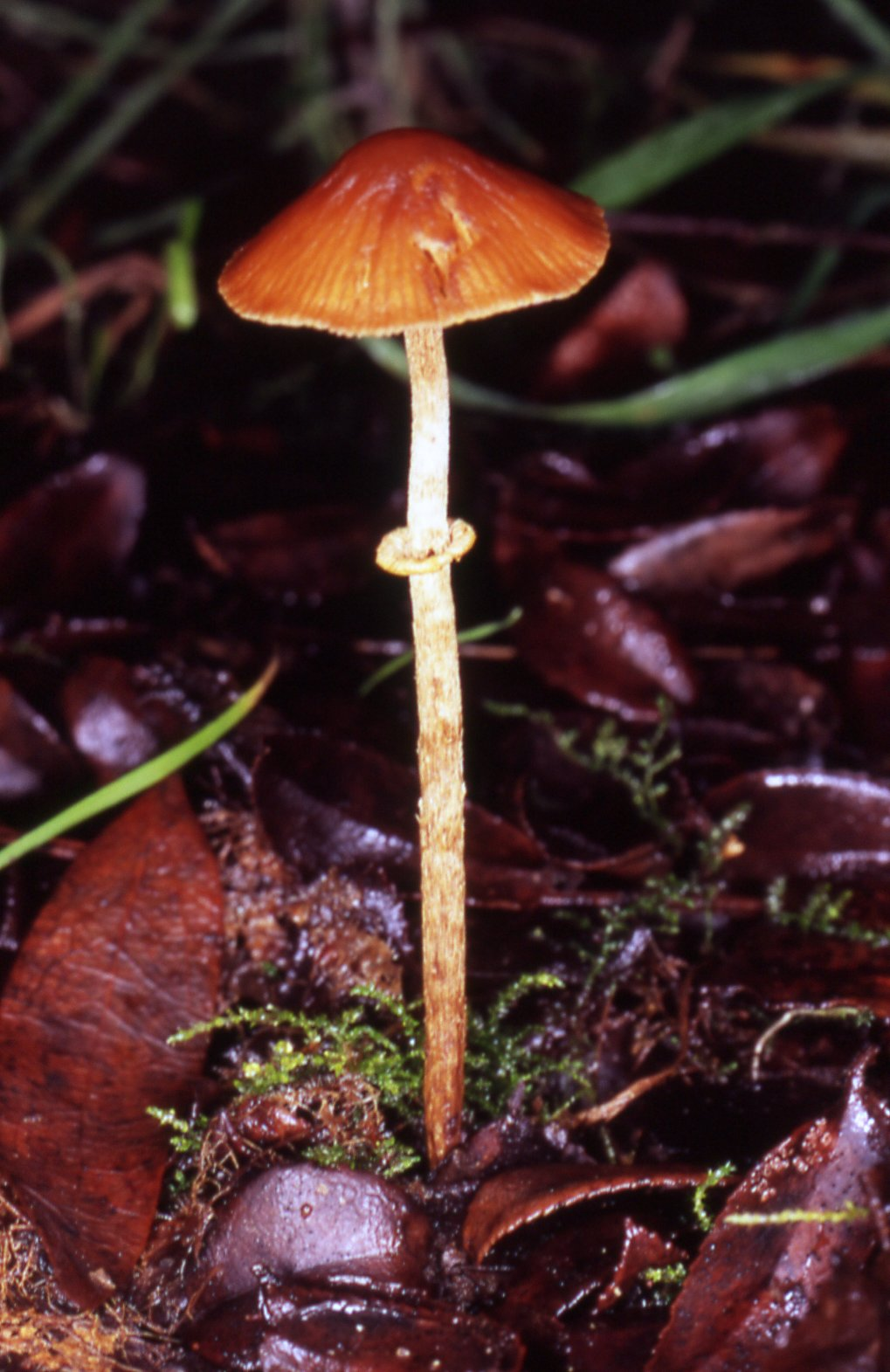
!!!Conocybe filaris sin. Pholiotina filaris!!!
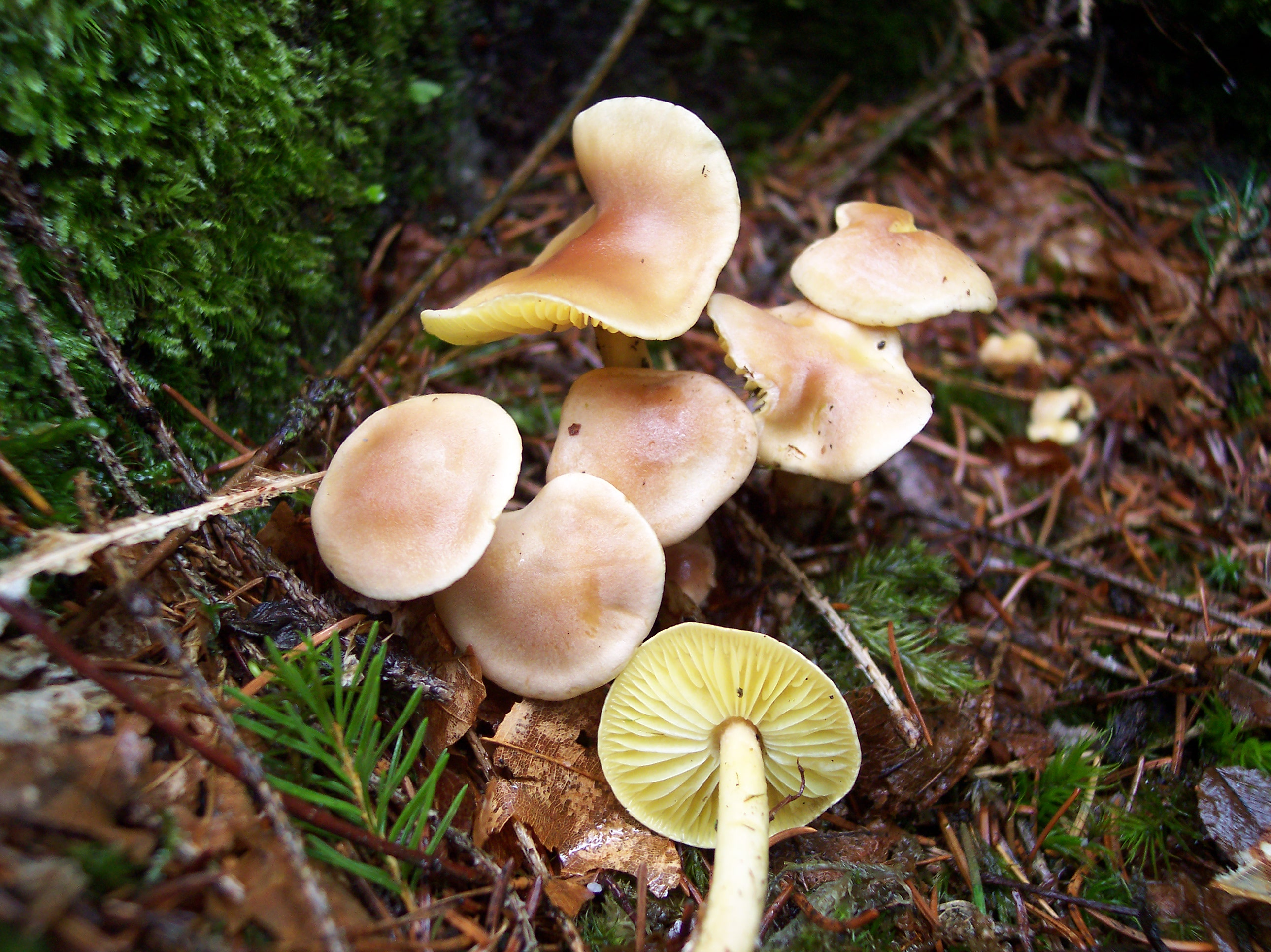
Collybia peronata sin. Gymnopus peronatus
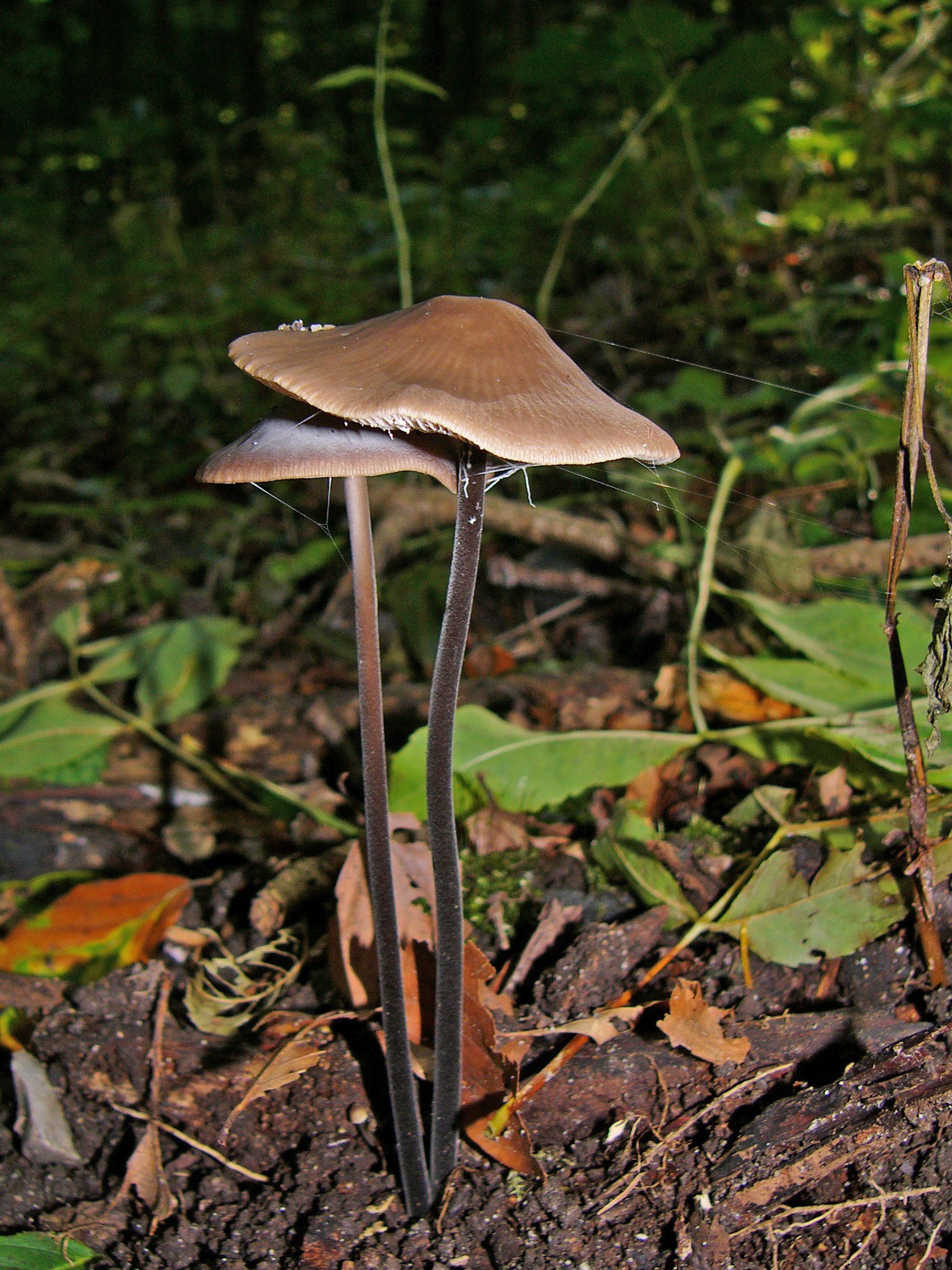
Marasmius sin. Mycetinis alliaceus
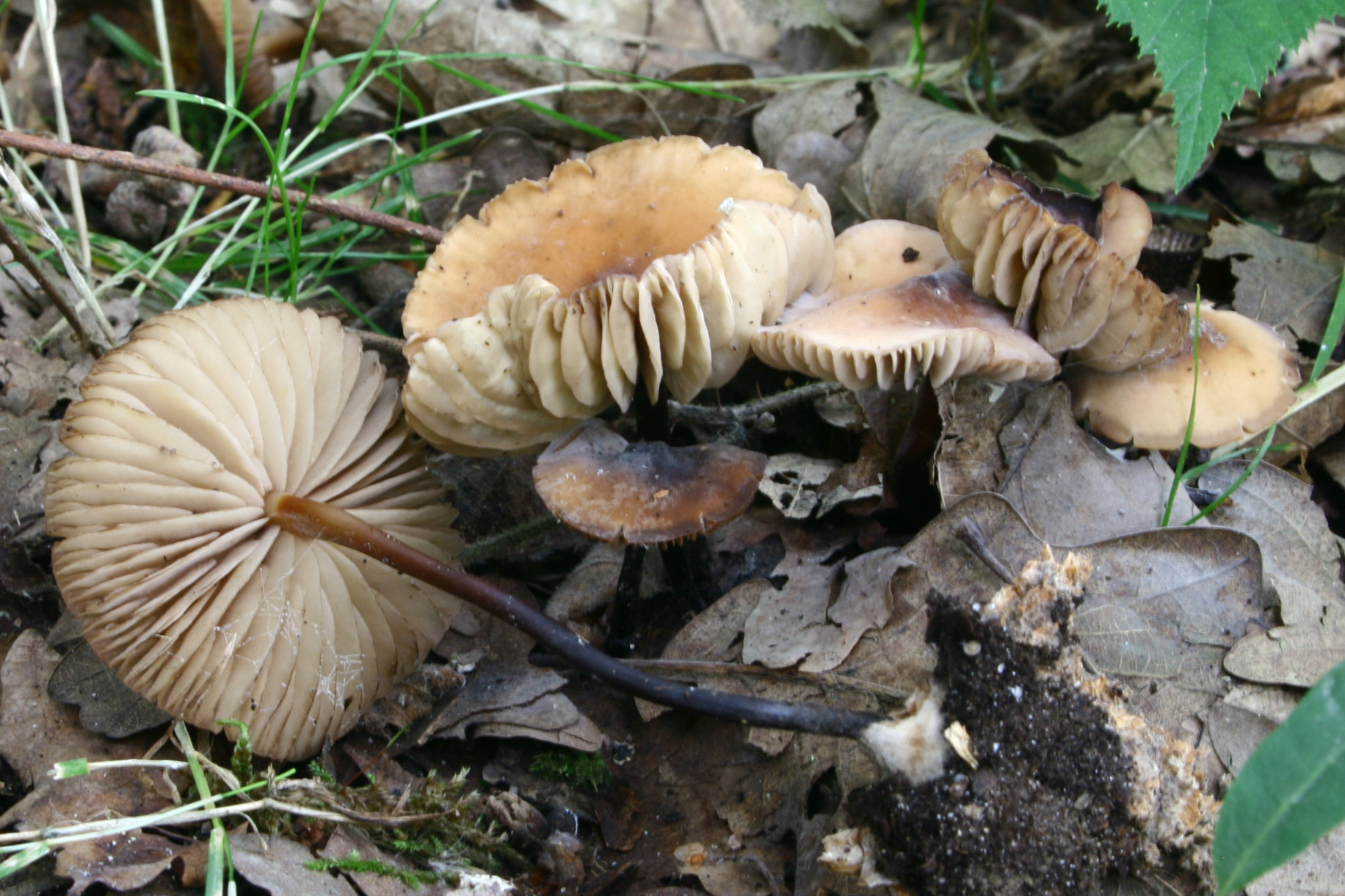
Marasmius cohaerens
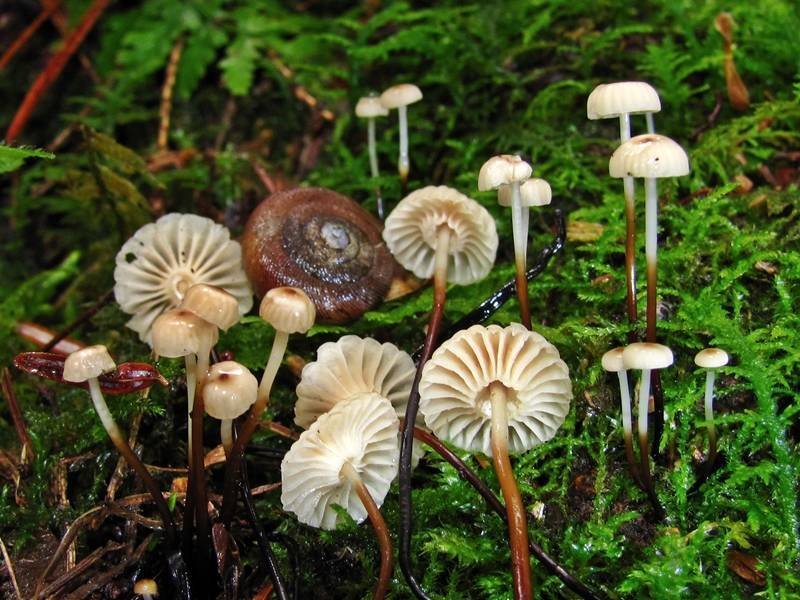
!Marasmius rotula!
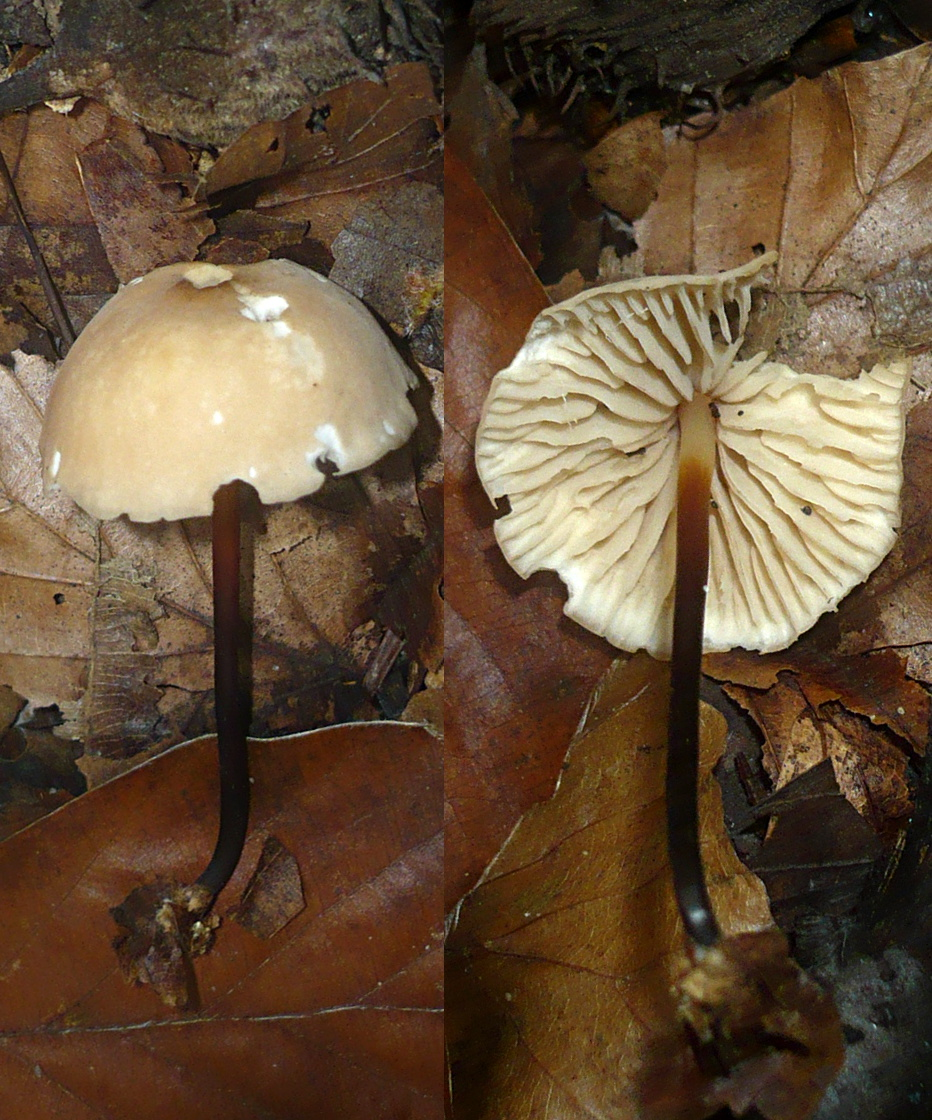
!Marasmius lupuletorum sin. torquescens!
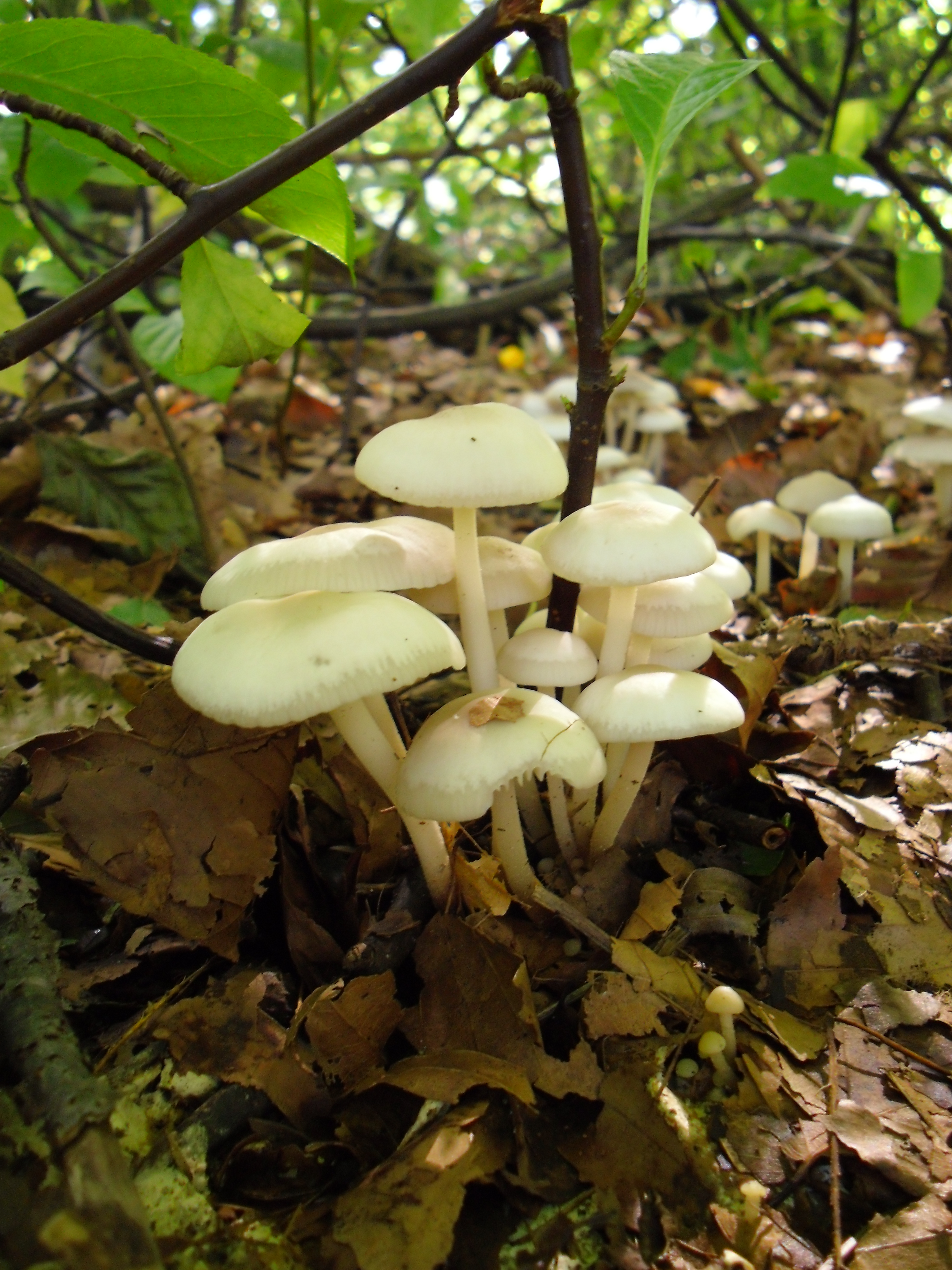
!Marasmius wynnei!
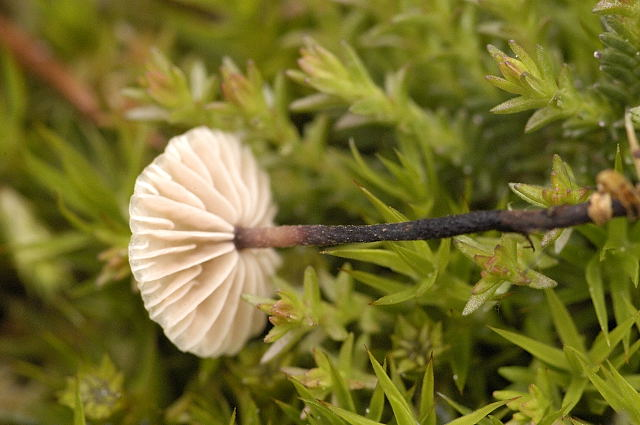
Micromphale.perforans

## Valorificare
Cocârții sunt ciuperci pure de condimentare. Chiar și o singură pălărie mărește fiecare fel de mâncare de ciuperci, dar și toate celelalte feluri. Buretele are un gust mult mai fin decât usturoiul, îl poate înlocui pe deplin și are avantajul suplimentar că consumatorul nu miroase a usturoi după consum. Cel mai bun rezultat se atinge prin uscare. Păstrați pălăriile în integritate, iar tulpinile măcinate pulbere, triturate în borcane bine sigilate.  O rețetă delicată este un șnițel de porc condimentat cu pulberea, apoi panat și prăjit. Pălăriile uscate sunt foarte adecvate pentru fripturi de porc sau de miel/oaie/batal.